# Hydrogamasellus multospinosus
Hydrogamasellus multospinosus är en spindeldjursart som beskrevs av Wolfgang Karg 1976. Hydrogamasellus multospinosus ingår i släktet Hydrogamasellus och familjen Ologamasidae. Inga underarter finns listade i Catalogue of Life.